# Virgil Krasnik
Virgil Krasnik, slovenski zdravnik, * 19. julij 1909, Nabrežina, Avstro-Ogrska, † 27. marec 1968, Trbovlje.

## Življenje in delo
Leta 1915 se je družina iz Nabrežine preselila v Trbovlje. Gimnazijo je končal v Celju, kjer je 1929 tudi maturiral. Študij je nadaljeval v Ljubljani, kjer je končal pet semestrov na medicinski fakulteti. S študijem je nadaljeval na medicinski fakulteti v Beogradu, kjer je promoviral za doktorja splošne medicine. Po stažu, odsluženi vojaščini in volonterskem delu se je zaposlil v Trbovljah. Najprej je delal na okrajnem uradu za zaposlovanje delavcev, med nemško okupacijo pa je prevzel vodstvo trboveljske bolnišnice. 15. maja 1944 je odšel v partizane. Po osvoboditvi je prevzel vodstvo trboveljske splošne bolnišnice in kirurškega oddelka. Specializacijo iz kirurgije je končal 1950, leta 1961 pa je postal primarij. Kot ravnatelj je v trboveljski bolnišnici razvil interni, kirurški, ginekološki, pediatrični in rentgenski oddelek ter anestezijsko in laboratorijsko službo. Napisal je več strokovnih člankov, s predavanji pa je sodeloval tudi pri Rdečem križu Slovenije.